# بيل بولمان
وليام جيمس «بيل» بولمان (بالإنجليزية: William Pullman)‏ ممثل أمريكي سينمائي، من مواليد 17 نوفمبر عام 1953م، في هورنيل في نيويورك بالولايات المتحدة الأمريكية، تزوج من تامارا هورويتز عام 1987 حتى الآن، ولديه والدان. تلقى دراسته في جامعة ماساتشوستس، وحصل على شهادة الماجستير في الفنون الجميلة. درس السينما والتصوير الفوتوغرافي وشارك في عدة أفلام منه المعادل (2014) وهو فيلم إثارة وحركة من إخراج أنطوان فوكوا وتأليف ريتشارد وينك، وهو مستوحى من المسلسل التلفزيوني الشهير المعادل (فيلم).

## أفضل أعمال وليام جيمس الفنية
خلال فترة الثمانينات، عمل مع الكثير من شركات المسرح في نيويورك ولوس أنجلوس، وكان الفيلم الذي لاقى استحسان جمهوره بصورة كبيرة هو فيلم (الناس بلا رحمة). من شهر فبراير 2001 وحتى فبراير 2002 تألق في دور إدوارد ألبي بمسرحية الماعز، وقد فازت المسرحية بالكثير من الجوائز؛ حيث حصلت على جائزة توني عام 2002، جائزة مكتب الدراما المسرحية عام 2002، جائزة بوليترز للدراما 2003، وقد تم ترشيح الممثل بولمان كأفضل ممثل في المسرحية وذلك لجائزة مكتب الدراما عام 2002. وبرز تألقه أيضًا في فيلم ريفيلياتيونس عندما لعب دور البطولة «الدكتور ريتشارد»، وقد تألق في بيتر وجيري؛ ففي تلك المسرحية تلقى ترشيح جائزة مكتب الدراما كأفضل ممثل في المسرحية عام 2008.

## أعماله الفنية
كان أول فلامه عام 1986 فيلم لا يرحم الناس، ثم أنطلق فيما بعد ليقدم سلسلة من أمتع وأروع الأفلام ومنها:
- فيلم Spaceballs عام 1987.
- The Serpent and the Rainbow 1988.
- Rocket Gibraltar 1988.
- Liebestraum 1991.
- Nervous Ticks 1992.
- فيلم كنت نائمًا عام 1995.
- فيلم كاسبر عام 1995.
- عيد الاستقلال عام 1996.
- فقدت الطريق عام 1997.
- Brokedown Palace 1999.
- Spy Games 1999.
- The Guilty 2000.
- Titan A.E 2000.
- Igby Goes Down 2002.
- The Grudge 2004.
- Phoebe in Wonderland 2008.